# Partido Nacional Popular (Jamaica)
O Partido Nacional Popular (em inglês People's National Party, PNP) é um partido político socialista democrático jamaicano, fundado por Norman Manley em 1938. É o partido político mais velho dos países independentes que falam inglês e um dos dois partidos políticos principais na Jamaica. Ele é considerado mais à esquerda que seu rival principal, a Partido Trabalhista da Jamaica. Eles tiveram uma maioria no Parlamento jamaicano de 1972 a 1980 e de 1989 até hoje.
Em dezembro de 2011, Portia Simpson Miller, do Partido Nacional Popular, que estava na oposição, venceu as eleições para primeiro-ministro do país.

## Resultados eleitorais

### Eleições legislativas
| Data | CI.     | Votos   | %            | +/-     | Deputados | +/- | Status   |
| ---- | ------- | ------- | ------------ | ------- | --------- | --- | -------- |
| 1944 | 2.º     | 82 029  | 23,5 / 100,0 |         | 5 / 32    |     | Oposição |
| 1949 | 1.º     | 203 048 | 43,5 / 100,0 | 20,0    | 13 / 32   | 8   | Oposição |
| 1955 | 1.º     | 245 750 | 50,5 / 100,0 | 7,0     | 18 / 32   | 5   | Governo  |
| 1959 | 1.º     | 305 642 | 54,8 / 100,0 | 4,3     | 29 / 45   | 11  | Governo  |
| 1962 | 2.º     | 279 771 | 48,6 / 100,0 | 6,2     | 19 / 45   | 10  | Oposição |
| 1967 | 2.º     | 217 207 | 49,1 / 100,0 | 0,5     | 20 / 53   | 1   | Oposição |
| 1972 | 1.º     | 266 957 | 56,4 / 100,0 | 7,3     | 37 / 53   | 17  | Governo  |
| 1976 | 1.º     | 417 768 | 56,8 / 100,0 | 0,4     | 47 / 60   | 10  | Governo  |
| 1980 | 2.º     | 350 064 | 41,1 / 100,0 | 15,7    | 9 / 60    | 38  | Oposição |
| 1983 | Boicote | Boicote | Boicote      | Boicote | Boicote   | 9   |          |
| 1989 | 1.º     | 473 754 | 56,6 / 100,0 |         | 45 / 60   | 45  | Governo  |
| 1993 | 1.º     | 401 131 | 60,0 / 100,0 | 3,4     | 52 / 60   | 7   | Governo  |
| 1997 | 1.º     | 429 805 | 56,2 / 100,0 | 3,8     | 50 / 60   | 2   | Governo  |
| 2002 | 1.º     | 396 560 | 52,1 / 100,0 | 4,1     | 34 / 60   | 16  | Governo  |
| 2007 | 1.º     | 405 293 | 49,6 / 100,0 | 2,5     | 28 / 60   | 6   | Oposição |
| 2011 | 1.º     | 463 232 | 53,3 / 100,0 | 3,7     | 42 / 63   | 14  | Governo  |
| 2016 | 2.º     | 433 629 | 49,7 / 100,0 | 3,6     | 31 / 63   | 11  | Oposição |
| 2017 | 2.º     | 305 157 | 42,8 / 100,0 | 6,9     | 15 / 63   | 16  | Oposição |